# Freycinetia angustissima
Freycinetia angustissima är en enhjärtbladig växtart som beskrevs av Henry Nicholas Ridley. Freycinetia angustissima ingår i släktet Freycinetia och familjen Pandanaceae. Inga underarter finns listade.